# Anaerobisk organisme
Anaerob kommer af græsk an = "ikke" + aër = "luft". Ordet betyder: "ikke iltkrævende", og det bruges i biologien om nedbrydningsprocesser, der kan foregå uden adgang til ilt (se fermentering). Det bruges også om de organismer, som kan leve i miljøer, hvor der mangler ilt.
Obligat anaerob kaldes en organisme, når den udelukkende kan leve i iltfrie omgivelser. Fakultativt anaerob er en organisme, der kan trives både med og uden ilt. Anaerob respiration er en ufuldstændig forbrænding.